# Driedaagse De Panne - Koksijde 2012
La Driedaagse De Panne - Koksijde 2012 (it.: Tre giorni di La Panne - Koksijde), trentaseiesima edizione della corsa, si svolse in due tappe e due semitappe dal 27 al 29 marzo 2012 per un percorso di 544,5 km. Fu vinta dal francese Sylvain Chavanel, che terminò la gara in 12h5'44" alla media di 45,01 km/h.
Al traguardo di De Panne furono 111 i ciclisti che completarono la gara.

## Tappe
| Tappa  | Data     | Percorso                     | km    | Vincitore di tappa | Leader cl. generale |
| ------ | -------- | ---------------------------- | ----- | ------------------ | ------------------- |
| 1ª     | 27 marzo | Middelkerke > Oudenaarde     | 201,6 | Peter Sagan        | Peter Sagan         |
| 2ª     | 28 marzo | Zottegem > Koksijde          | 216,1 | Marcel Kittel      | Alexander Kristoff  |
| 3ª-1ª  | 29 marzo | De Panne > De Panne          | 112,1 | Alexander Kristoff | Alexander Kristoff  |
| 3ª-2ª  | 29 marzo | De Panne (Cron. individuale) | 14,7  | Sylvain Chavanel   | Sylvain Chavanel    |
| Totale | Totale   | Totale                       | 544,5 |                    |                     |

## Squadre e corridori partecipanti
| N.      | Cod. | Squadra                |
| ------- | ---- | ---------------------- |
| 1-8     | RNT  | RadioShack-Nissan      |
| 11-18   | LTB  | Lotto-Belisol Team     |
| 21-28   | OPQ  | Omega Pharma-Quickstep |
| 31-38   | OGE  | Orica-GreenEDGE        |
| 41-48   | VCD  | Vacansoleil-DCM        |
| 51-58   | KAT  | Katusha Team           |
| 61-68   | LAM  | Lampre-ISD             |
| 71-78   | AST  | Astana Pro Team        |
| 81-88   | FDJ  | FDJ-BigMat             |
| 91-98   | LIQ  | Liquigas-Cannondale    |
| 101-108 | ARG  | Argos-Shimano          |
| 111-118 | TT1  | Team Type 1-Sanofi     |

| N.      | Cod. | Squadra                       |
| ------- | ---- | ----------------------------- |
| 121-128 | COG  | Colnago-CSF Inox              |
| 131-138 | FAR  | Farnese Vini-Selle Italia     |
| 141-148 | APP  | Team NetApp                   |
| 151-158 | ASA  | Acqua & Sapone                |
| 161-168 | TSV  | Topsport Vlaanderen-Mercator  |
| 171-178 | ACC  | Accent Jobs-Willems Veranda's |
| 181-188 | LAN  | Landbouwkrediet-Euphny        |
| 191-198 | EUC  | Team Europcar                 |
| 201-208 | UHC  | UnitedHealthcare              |
| 211-218 | RVL  | RusVelo                       |
| 221-228 | SPI  | SpiderTech powered by C10     |
| 231-238 | CSS  | Champion System               |

## Dettagli delle tappe

### 1ª tappa
- 27 marzo: Middelkerke > Oudenaarde – 201,6 km

Risultati
| Pos. | Corridore        | Squadra  | Tempo    |
| ---- | ---------------- | -------- | -------- |
| 1    | Peter Sagan      | Liquigas | 4h33'41" |
| 2    | Jacopo Guarnieri | Astana   | s.t.     |
| 3    | Fabio Sabatini   | Liquigas | s.t.     |

| Pos. | Corridore        | Squadra  | Tempo    |
| ---- | ---------------- | -------- | -------- |
| 1    | Peter Sagan      | Liquigas | 4h33'31" |
| 2    | Jacopo Guarnieri | Astana   | a 4"     |
| 3    | Fabio Sabatini   | Liquigas | a 6"     |

### 2ª tappa
- 28 marzo: Zottegem > Koksijde – 216,1 km

Risultati
| Pos. | Corridore          | Squadra          | Tempo    |
| ---- | ------------------ | ---------------- | -------- |
| 1    | Marcel Kittel      | Project 1T4I     | 4h51'16" |
| 2    | Alexander Kristoff | Katusha          | s.t.     |
| 3    | Boy van Poppel     | UnitedHealthcare | s.t.     |

| Pos. | Corridore          | Squadra  | Tempo    |
| ---- | ------------------ | -------- | -------- |
| 1    | Alexander Kristoff | Katusha  | 9h24'51" |
| 2    | Jacopo Guarnieri   | Astana   | s.t.     |
| 3    | Maciej Bodnar      | Liquigas | a 1"     |

### 3ª tappa-1ª semitappa
- 29 marzo: De Panne > De Panne – 112,1 km

Risultati
| Pos. | Corridore          | Squadra     | Tempo    |
| ---- | ------------------ | ----------- | -------- |
| 1    | Alexander Kristoff | Katusha     | 2h22'58" |
| 2    | André Schulze      | Team NetApp | s.t.     |
| 3    | Kenny van Hummel   | Vacansoleil | s.t.     |

| Pos. | Corridore          | Squadra  | Tempo     |
| ---- | ------------------ | -------- | --------- |
| 1    | Alexander Kristoff | Katusha  | 11h47'43" |
| 2    | Jacopo Guarnieri   | Astana   | a 6"      |
| 3    | Maciej Bodnar      | Liquigas | a 7"      |

### 3ª tappa-2ª semitappa
- 29 marzo: De Panne – Cronometro individuale – 14,7 km

Risultati
| Pos. | Corridore        | Squadra        | Tempo  |
| ---- | ---------------- | -------------- | ------ |
| 1    | Sylvain Chavanel | Omega Pharma   | 17'49" |
| 2    | Lieuwe Westra    | Vacansoleil    | a 4"   |
| 3    | Svein Tuft       | Orica GreenED. | a 17"  |

| Pos. | Corridore          | Squadra      | Tempo     |
| ---- | ------------------ | ------------ | --------- |
| 1    | Sébastien Rosseler | Omega Pharma | 12h05'44" |
| 2    | Lieuwe Westra      | Vacansoleil  | a 4"      |
| 3    | Maciej Bodnar      | Liquigas     | a 14"     |

## Evoluzione delle classifiche
| Tappa              | Vincitore          | Classifica generale | Classifica a punti | Classifica scalatori | Classifica sprint | Classifica a squadre   | Premio combattività |
| ------------------ | ------------------ | ------------------- | ------------------ | -------------------- | ----------------- | ---------------------- | ------------------- |
| 1ª                 | Peter Sagan        | Peter Sagan         | Peter Sagan        | Tosh Van Der Sande   | Steven Van Vooren | Liquigas-Cannondale    | Tosh Van Der Sande  |
| 2ª                 | Marcel Kittel      | Alexander Kristoff  | Alexander Kristoff | Tosh Van Der Sande   | Andy Cappelle     | Team Europcar          | Andy Cappelle       |
| 3ª-1ª              | Alexander Kristoff | Alexander Kristoff  | Alexander Kristoff | Tosh Van Der Sande   | Andy Cappelle     | Team Europcar          | Preben Van Hecke    |
| 3ª-2ª              | Sylvain Chavanel   | Sylvain Chavanel    | Alexander Kristoff | Tosh Van Der Sande   | Andy Cappelle     | Omega Pharma-Quickstep | non assegnato       |
| Classifiche finali | Classifiche finali | Sylvain Chavanel    | Alexander Kristoff | Tosh Van Der Sande   | Andy Cappelle     | Omega Pharma-Quickstep | Andy Cappelle       |

## Classifiche della corsa

### Classifica generale - Maglia bianca
| Pos. | Corridore        | Squadra        | Tempo    |
| ---- | ---------------- | -------------- | -------- |
| 1    | Sylvain Chavanel | Omega Pharma   | 12h05'4" |
| 2    | Lieuwe Westra    | Vacansoleil    | a 4"     |
| 3    | Maciej Bodnar    | Liquigas       | a 14"    |
| 4    | Svein Tuft       | Orica GreenED. | a 17"    |
| 5    | Niki Terpstra    | Omega Pharma   | a 18"    |
| 6    | Jesse Sergent    | RadioShack     | a 22"    |
| 7    | Luke Durbridge   | Orica GreenED. | a 32"    |
| 8    | Stijn Devolder   | Vacansoleil    | a 39"    |
| 9    | Markel Irízar    | RadioShack     | a 51"    |
| 10   | Sébastien Turgot | Europcar       | a 55"    |

### Classifica a punti - Maglia verde
| Pos. | Corridore          | Squadra      | Punti |
| ---- | ------------------ | ------------ | ----- |
| 1    | Alexander Kristoff | Katusha      | 42    |
| 2    | Jacopo Guarnieri   | Astana       | 32    |
| 3    | Kenny van Hummel   | Vacansoleil  | 22    |
| 4    | Marcel Kittel      | Project 1T4I | 20    |
| 5    | Fabio Sabatini     | Liquigas     | 16    |

### Classifica scalatori - Maglia rossa
| Pos. | Corridore          | Squadra      | Punti |
| ---- | ------------------ | ------------ | ----- |
| 1    | Tosh Van der Sande | Lotto        | 31    |
| 2    | Brian Vandborg     | SpiderTech   | 21    |
| 3    | Andy Cappelle      | Accent Jobs  | 17    |
| 4    | Ronan Van Zandbeek | Project 1T4I | 16    |
| 5    | Sylvain Chavanel   | Omega Pharma | 5     |

### Classifica sprint - Maglia azzurra
| Pos. | Corridore          | Squadra     | Punti |
| ---- | ------------------ | ----------- | ----- |
| 1    | Andy Cappelle      | Accent Jobs | 9     |
| 2    | Maciej Bodnar      | Liquigas    | 5     |
| 3    | Andrea Di Corrado  | Colnago     | 3     |
| 4    | Tosh Van der Sande | Lotto       | 3     |
| 5    | Steve Chainel      | FDJ-BigMat  | 2     |

### Classifica a squadre
| Pos. | Squadra                           | Tempo     |
| ---- | --------------------------------- | --------- |
| 1    | Omega Pharma-Quickstep Cycling T. | 36h18'08" |
| 2    | Orica-GreenEDGE                   | a 24"     |
| 3    | RadioShack-Nissan                 | a 1'01"   |
| 4    | Katusha Team                      | a 2'28"   |
| 5    | Team Europcar                     | a 2'49"   |